# Centrale nucléaire de Wylfa
La centrale nucléaire de Wylfa est située à l'ouest de la baie de Cemaes sur l'île d'Anglesey dans le nord du Pays de Galles.

## Description
La centrale, désormais fermée, est équipée de deux réacteurs Magnox :
- Wylfa-1 : 490 MWe, mise en service en 1971, arrêté depuis le 30 décembre 2015[1].
- Wylfa-2 : 490 MWe, mise en service en 1972, arrêté depuis le 25 avril 2012[2].

Le site a été exploité par Magnox Ltd et appartient maintenant à l'Autorité britannique de démantèlement nucléaire (Nuclear Decommissioning Authority (NDA)). Le retrait du combustible devrait être terminé fin 2018 et le démantèlement complet va durer plusieurs décennies.

## Projet Horizon
Le projet Horizon, concernant les sites de Wylfa et Oldbury, a été initié par les entreprises allemandes E.On et RWE en 2009 et repris début 2013 par Hitachi-General Electric qui a poursuivi les démarches pour la certification du réacteur ABWR.
L'ONR, "Office for Nuclear Regulation" (l'autorité de sûreté britannique) a approuvé mi-décembre 2017 le design du réacteur bouillant ABWR pour la centrale de Wylfa Newydd.
En mars 2016, la décision d'investissement concernant les 2 nouveaux réacteurs de Wylfa (2,7GW), est prévue par Hitachi en 2019 pour une mise en exploitation envisagée dans les années 2020.
En janvier 2019, Hitachi gèle le projet faute d’accord financier avec le gouvernement britannique.